# Třída Super Dvora
Super Dvora je třída hlídkových člunů postavených pro Izraelské vojenské námořnictvo společností Israel Aerospace Industries. Izrael získal devět člunů ve verzi Super Dvora Mk I (ve službě od roku 1996) a další čtyři kusy vylepšené varianty Super Dvora Mk II. Později objednal 13 člunů verze Super Dvora Mk III. Další čluny kupují zahraniční uživatelé.

## Varianty

### Super Dvora Mk I
Konstrukce je prodlouženou verzí hlídkových člunů třída Dvora. Čluny jsou postaveny především ze slitin hliníku. Složení výzbroje se u jednotlivých člunů liší. Obvykle se jedná o kombinaci 1–2 kusů kanónů s ráží maximálně 30 mm, doplněných o kulomety. Pohonný systém tvoří dva dieselové motory Detroit 16V-92TA, každý o výkonu 700 hp. Nejvyšší rychlost je 36 uzlů.

### Super Dvora Mk II
Verze Mk II má především nové dieselové motory MTU 12V 396 TE94, každý o výkonu 2253 hp, díky čemuž dosahuje rychlosti až 46 uzlů. Obvykle je vyzbrojen dálkově ovládaným zbraňovým systémem Rafael Typhoon s americkým 25mm kanónem M242 Bushmaster.

### Super Dvora Mk III

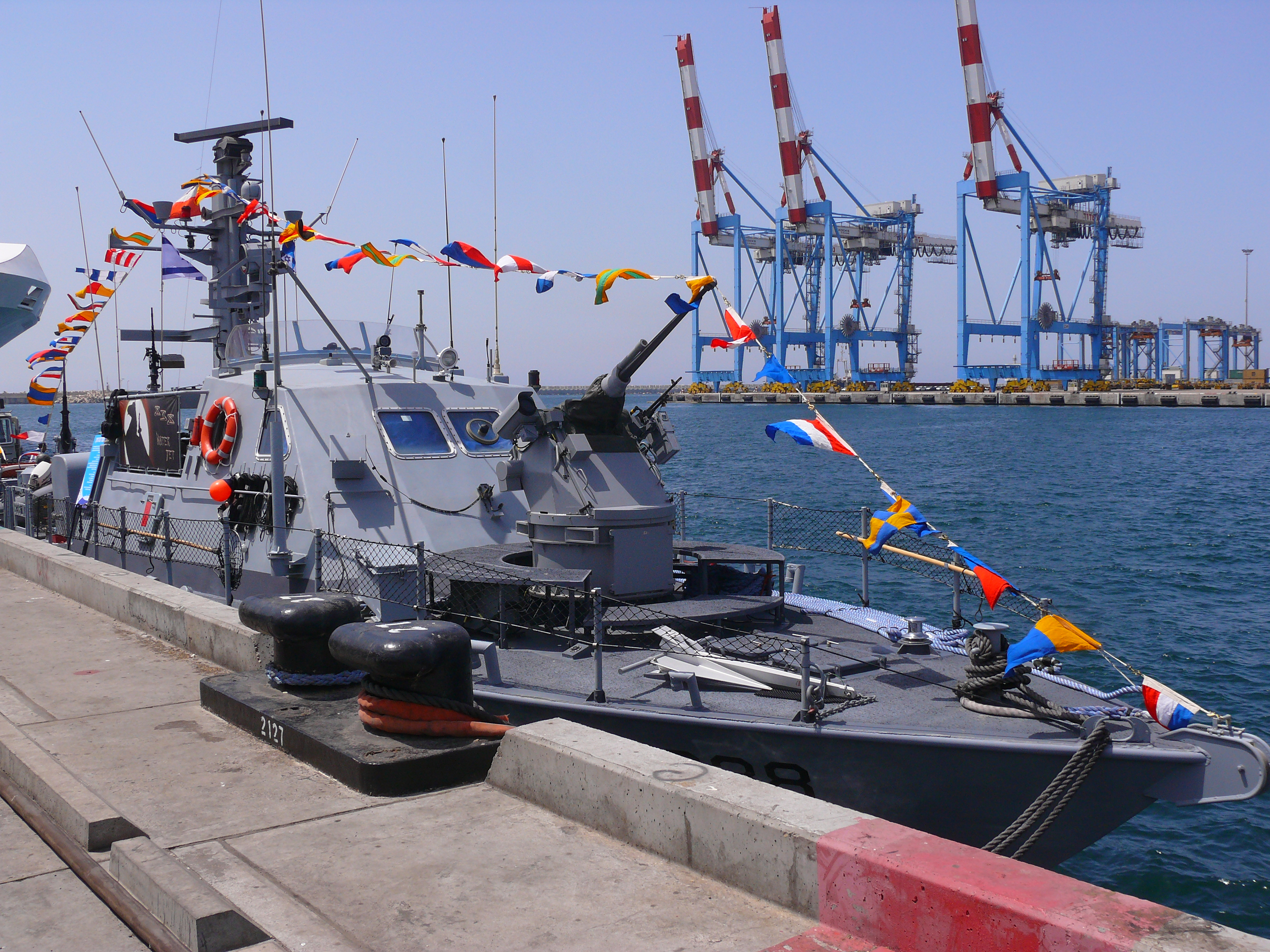
Izraelský člun verze Super Dvora Mk III

Prozatím nejmodernější varianta byla objednána izraelským námořnictvem v roce 2002 v počtu šesti kusů, přičemž druhá čtyřkusová série byla objednána v roce 2006. Roku 2013 byly k dosavadním 10 člunům Super Dvora Mk III objednány další tři. Roku 2015 si čtyři čluny Mk III objednalo námořnictvo blíže neuvedeného afrického státu.
Varianta Mk III má větší rozměry, výtlak, rychlost i dosah. Zbraňový systém Rafael Typhoon zůstal jeho hlavní zbraní. Může mít jak klasický dieselový pohon, tak výkonnější pohon pomocí vodních trysek (water-jet). V druhém případě má člun výtlak 72 tun a pohání ho kombinace dvou dieselů MTU 4000 M90 a dvou vodních trysek KaMeWa 63SII.

## Zahraniční uživatelé
- Angola Angolské námořnictvo – Roku 2015 objednalo čtyři čluny ve verzi Mk III.[5]

- Eritrea Eritrejské námořnictvo – Získány čtyři čluny typu Mk II. Jejich základnou je přístav Massawa. Výzbroj tvoří dva 23mm kanóny a dva 12,7mm kulomety.

- Indie Indické námořnictvo – Objednala 17 člunů ve verzi Mk II.

- Myanmar (Barma) Myanmarské námořnictvo – Provozuje osm člunů ve verzi Mk III. První dva čluny (271 a 272) postavila Israel Shipyards a do služby přijaty 24. prosince 2017, následující čluny jsou stavěna ve domácí loděnici v Thanlyin s transferem technologie z Izraele, druhá dva čluny (273 a 274) byly do služby 24. prosince 2019, třetí dva čluny (275 a 276) 24. prosince 2022 a čtvrtý dva čluny (277 a 278) 24. prosince 2023.

- Slovinsko Slovinské námořnictvo – Zakoupen jeden člun verze Mk II. Operuje ze základny Isola. Výzbroj člunu Ankaran tvoří pouze dva 12,7mm kulomety.

- Srí Lanka Srílanské námořnictvo – Na základě dobré zkušenosti se šesti čluny třídy Dvora zakoupeno rovněž několik jednotek třídy Super Dvora (třída Colombo). Konkrétně se jedná o čtyři čluny ve verzi Mk I a pět ve verzi Mk II. Země je nasadila do bojů proti separatistické organizaci LTTE, přičemž tři čluny byly v akci zničeny. Výzbroj člunů tvoří dva 20mm kanóny Oerlikon a dva 12,7mm kulomety.[6]